# Emericella cleistominuta
Emericella cleistominuta är en svampart som beskrevs av B.S. Mehrotra & R. Prasad 1969. Emericella cleistominuta ingår i släktet Emericella och familjen Trichocomaceae.   Inga underarter finns listade i Catalogue of Life.